# Puccinia saniculae
Puccinia saniculae Grev. – gatunek grzybów z rodziny rdzowatych (Pucciniaceae). Grzyb mikroskopijny pasożytujący na żankielu zwyczajnym (Sanicula europaea). Wywołuje u niego chorobę zwaną rdzą.

## Systematyka i nazewnictwo
Pozycja w klasyfikacji według Index Fungorum: Puccinia, Pucciniaceae, Pucciniales, Incertae sedis, Pucciniomycetes, Pucciniomycotina, Basidiomycota, Fungi.
Takson ten opisał w 1824 r. Robert Kaye Greville.
Synonimy:
- Aecidium saniculae Carmich. ex Cooke 1864
- Dicaeoma saniculae (Grev.) Kuntze 1898

## Morfologia i rozwój
Puccinia saniculae jest pasożytem jednodomowym, tzn. że jego cykl życiowy odbywa się na jednym żywicielu. Ecja, uredinia i telia tworzą się na dolnej stronie liści. Ecja są żółte z białymi brzegami, uredinia jasnobrązowe, a telia ciemnobrązowe. Powstają w obrębie fioletowych plam na liściach i na łodydze. Urediniospory z dwoma, czasami z trzema równikowymi porami rostkowymi. Teliospory dwukomórkowe z trzonkami.

## Występowanie
Opisano występowanie Puccinia saniculae w Europie, na wschodnim wybrzeżu Ameryki Północnej i w Japonii.
W Polsce opisano występowanie na żankielu zwyczajnym (Sanicula europaea), w Europie ponadto na Sanicula azorica.